# Вірус Лан’я
Геніпавірус Лан'я (англ. Langya henipavirus, LayV), також відомий як вірус Лан'я (англ. Langya virus) — різновид геніпавірусу, вперше виявлений в китайських провінціях Шаньдун і Хенань. Із 2018 року по серпень 2022 року виялений у 35 пацієнтів. Усі, крім 9 із 35 пацієнтів у Китаї, були інфіковані лише вірусом Лан'я із такими симптомами, як гарячка, втома та кашель. Наразі не повідомлялося про летальні випадки через вірус Лан'я. Геніпавірус Лан'я інфікує людей, а також тварин, у тому числі землерийок — передбачуваних початкових носіїв. 35 інфікованих пацієнтів не контактували один з одним, і поки невідомо, чи здатен вірус передаватися від людини до людини.

## Етимологія
Назва вірусу китайською мовою (瑯琊病毒, Lángyá bìngdú) походить від командирства Лан'я, історичного командирства в сучасному Шаньдуні, Китай.

## Класифікація
Вірус Лан'я класифікується як геніпавірус родини параміксовірусів. Його найближчий родич, геніпавірус Моцзянг, є єдиним іншим геніпавірусом, який не зустрічається переважно у кажанів. Він також тісно пов'язаний з вірусом Ніпа і вірусом Гендра.

## Симптоми
Із 35 людей, інфікованих вірусом, у 26 не було виявлено ознак іншої інфекції. Усі вони відчували гарячку, а перевтома була другим найпоширенішим симптомом. Кашель, біль у м'язах, нудота, головні болі та блювота також спостерігалися як симптомами інфекції.
Більше половини інфікованих мали лейкопенію, більше третини мали тромбоцитопенію, у меншої кількості повідомлялося про порушення функції печінки або нирок.

## Передача
Дослідники, які ідентифікували вірус, виявили антитіла до вірусу Лан'я у кількох кіз і собак, а РНК вірусу вірусу Лан'я виявили у 27 % із 262 землерийок, які вони досліджували. Вони не знайшли вагомих доказів поширення вірусу від людини до людини. Один дослідник у коментарі журналу The New England Journal of Medicine розповів, що геніпавіруси зазвичай не поширюються між людьми, і тому вірус Лан'я навряд чи призведе до пандемії, зазначивши: «Єдиний геніпавірус, який показав деякі ознаки передачі від людини до людини, — це вірус Ніпа, який спричинює хворобу і для цього потрібен дуже тісний контакт. Я не думаю, що цей вірус має великий потенціал для пандемії». Інший дослідник зазначив, що вірус Лан'я, швидше за все, не передається легко від людини до людини, і що найімовірнішим джерелом майбутньої пандемії буде вірус, який «перестрибує» від тварин до людей.

## Заходи боротьби
Центри контролю захворювань Тайваню закликали створити метод тестування на наявність нуклеїнової кислоти вірусу, щоб контролювати його поширення.